# تاداشي سايتو
تاداشي سايتو هو مجدف ياباني، ولد في 23 يوليو 1938 في مياغي في اليابان.

## وصلات خارجية
- تاداشي سايتو على موقع اللجنة الأولمبية الدولية (الإنجليزية)
- تاداشي سايتو على موقع أوليمبيديا (الإنجليزية)